# Комарницкий, Виталий Марьянович
Виталий Марьянович Комарницкий (укр. Віталій Мар'янович Комарницький; род. 15 марта 1964 года, село Трудолюбовка, ныне Кукурузное, Нижнегорский район, Республика Крым) — украинский правовед. Доктор юридических наук (2012), профессор (2013).
Председатель Луганской областной государственной администрации (руководитель областной военно-гражданской администрации) c 5 июля по 25 октября 2019 года.

## Биография
В 1986 году окончил Харьковский инженерно-строительный институт (специальность «Промышленное и гражданское строительство», инженер-строитель). В 2001 году окончил Луганский институт внутренних дел МВД Украины (специальность «Правоведение», юрист). 2003 — защитил кандидатскую диссертацию на соискание учёной степени кандидата юридических наук. 2005 — присвоено звание доцента.
С 1986 по 1993 год работал в Управлении внутренних дел Луганской области; с 1993 по 2002 — помощник ректора, с 2002 по 2006 — проректор, с 2006 по 2007 — начальник центра последипломного образования, с сентября 2007 — ректор Луганского государственного университета внутренних дел им. Э. Дидоренко.
Исследует проблемы экологической безопасности.
Имеет более 100 научных трудов. Академик Международной Академии науки и практики организации производства с 2008 года. Член-корреспондент Инженерной академии Украины с 2013 года.
В 2010 году был избран депутатом Луганского облсовета от Партии регионов.
В 2014 году после захвата Луганска пророссийскими сепаратистами переехал на территорию, контролируемую центральными властями.
26 июня 2019 года Кабинет министров поддержал назначение Комарницкого на должность председателя Луганской ОВГА. 5 июля Комарницкий был назначен на эту должность. 25 октября 2019 года был снят с должности председателя, преемником Комарницкого стал Сергей Гайдай.
Женат, имеет двоих детей.

## Награды и отличия
- Заслуженный строитель Украины (1998)[10].
- Грамоты Президиума Национальной академии наук Украины (2003) и Верховной рады Украины (2003)[3]
- Благодарность Президента Украины (2009)[3]
- 27 наград и отличий министерств и ведомств Украины, зарубежных государств[3]